# Basye-Bryce Mountain
Basye-Bryce Mountain és una concentració de població designada pel cens dels Estats Units a l'estat de Virgínia. Segons el cens del 2000 tenia 986 habitants.

## Demografia
Segons el cens del 2000, Basye-Bryce Mountain tenia 986 habitants, 445 habitatges, i 308 famílies. La densitat de població era de 42,7 habitants per km².
Dels 445 habitatges en un 17,3% hi vivien nens de menys de 18 anys, en un 63,1% hi vivien parelles casades, en un 3,8% dones solteres, i en un 30,6% no eren unitats familiars. En el 25,4% dels habitatges hi vivien persones soles el 10,6% de les quals corresponia a persones de 65 anys o més que vivien soles. El nombre mitjà de persones vivint en cada habitatge era de 2,22 i el nombre mitjà de persones que vivien en cada família era de 2,59.
Per edats la població es repartia de la següent manera: un 16,8% tenia menys de 18 anys, un 4,9% entre 18 i 24, un 19% entre 25 i 44, un 36,3% de 45 a 60 i un 23% 65 anys o més.
L'edat mediana era de 51 anys. Per cada 100 dones de 18 o més anys hi havia 100 homes.
La renda mediana per habitatge era de 49.600 $ i la renda mediana per família de 49.632 $. Els homes tenien una renda mediana de 25.625 $ mentre que les dones 25.156 $. La renda per capita de la població era de 24.543 $. Entorn del 5,7% de les famílies i el 8,9% de la població estaven per davall del llindar de pobresa.

## Poblacions més properes
El següent diagrama mostra les poblacions més properes.